# Філіп V (король Іспанії)
Філі́п V Анжу́йський (ісп. Felipe V; 19 грудня 1683 — 9 липня 1746) — король Іспанії з 1700 року, перший представник династії Бурбонів на іспанському троні.

## Молоді роки
Народився у Версалі. Був сином Людовика, дофіна Франції (1661—1711) та онуком короля Франції Людовика XIV. Виховувався у французькому дусі, його мати — Марія Анна Баварська (1660—1690) не брала у вихованні сина жодної участі. Головним вихователем Філіпа до 1697 року був Франсуа Фенелон. Серйозно впливав на нього також король Франції, який дізнавшись про смерть Карла II, короля Іспанії в 1700 році, сказав: «Будьте гарним іспанцем, це зараз ваш найблагородніший обов'язок. Але не забувайте, щоб зберегти згоду між двома націями, що ви народилися французом. Це засіб зробити її щасливою та зберегти мир у Європі».

## Війна за іспанський спадок

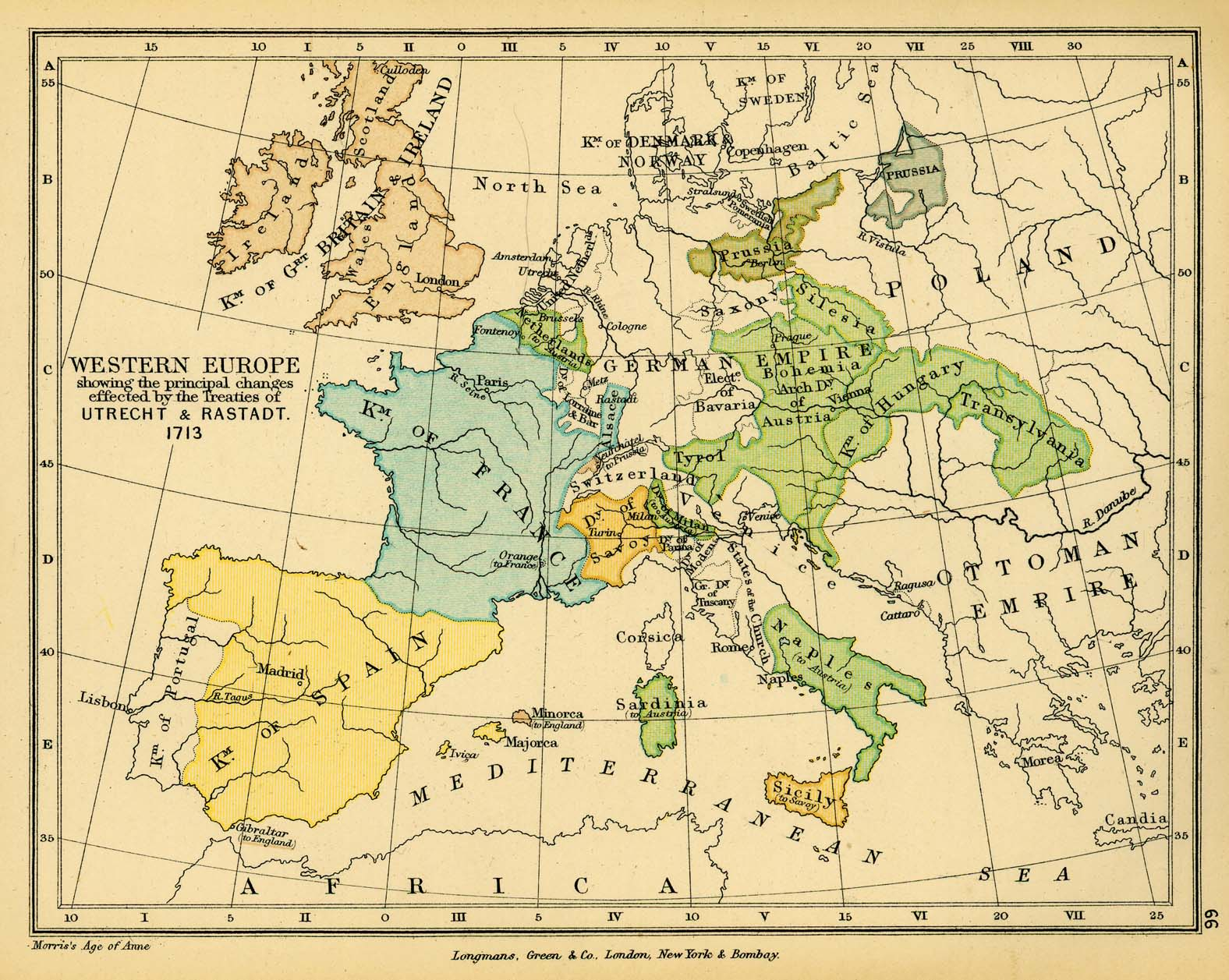
Європа у 1713 році, після Утрехтського та Раштатського миру.

У 1700 році перед Людовиком XIV постав непростий вибір. Прийнявши заповіт померлого Карла II (згідно з яким володіння Іспанії повинні залишатися неподільними) він порушував попередні домовленості з Австрією та Англією стосовно розподілу іспанських територій у Європі та іспанських колоніях.
У разі відмови від заповіту іспанського короля, новим королем ставав представник австрійських Габсбургів, що було неприпустимо. Дотримання угоди щодо розподілу іспанських володінь призвело б до конфлікту з Іспанією.
Врешті решт Людовик прийняв заповіт Карла II.
У лютому 1701 року Філіп приїхав до Мадриду. Ситуацію погіршив наказ Людовика XIV Паризькому парламенту затвердити законність прав Філіпа на французький престол. Король Франції також відправив свої війська до іспанських Нідерландів, що було порушенням Рісвікського миру 1697 року. Французьким торговим компаніям було надано привілеї щодо торгівлі в іспанських колоніях, зокрема асьєнто (монополію на постачання чорношкірих рабів до колоній).
Внаслідок всього цього розпочалася Війна за іспанську спадщину. Вона йшла із перемінним успіхом — В Іспанії, Нідерландах, Німеччині та Італії. Але все ж таки об'єднані сили Франції та Іспанії програли.
Згідно з Утрехтським миром від 11 квітня та 13 липня 1713 року Філіп V визнавався королем Іспанії. Натомість він відмовився від прав на корону Франції. До Австрії відійшли південні Нідерланди, Неаполь та Сардинія, герцог Савойський Віктор Амадей II отримав Сицилію, Англія — Гібралтар, Мальорку та 30 років асьєнто.

## Внутрішня політика
Зразком для реформ у внутрішньому житті Іспанії для Філіпа V стала Франція. Відмінності основних законів більшості земель було змінено, приведено до єдиного знаменника (окрім Наварри та Землі басків). Позбавлені свого особливого становища провінції перейшли під керування інтендантів, які були зв'язком між Радою Кастилії (вищим органом влади) та місцевою владою. Знать стала поступово втрачати своє провідне положення на користь бюрократії. Авторитет монархії щодо церкви вдалося підвищити користуючись з того, що корона наполягала на своїх правах, перш за все економічних, які обмежували духівництво.
Тимчасово у 1724 році Філіп V зрікся трону на користь сина Луїса. Це було викликано зростанням у Філіпа апатії та меланхолії. За висновками лікарів він мав патологічну безвольність. Але завчасна смерть Луїса I змусила Філіпа V повернутися на престол.
Король виступав за торгівлю Іспанією зі своїми американськими володіннями. Під час цієї атлантичної торгівлі виникли важливі постаті військово-морської історії Іспанії, серед яких корсар Амаро Парго. Монарх часто отримував вигоду від капера у своїх комерційних та корсарських вторгненнях.

## Зовнішня політика
Правління Філіпа V — це період суцільних воєн. Після Утрехтського миру Іспанія не відмовилася від спроб повернути свої втрачені володіння, насамперед в Італії. Цьому сприяв також другий шлюб Філіпа із Єлизаветою Фарнезе, спадкоємицею герцогств Парма, П'янченца та Тоскана. Розпочалася нова війна. Вона тривала у 1717—1719 роках. Проти Іспанії виступили Англія. Франція, Нідерланди та імператор Священної Римської імперії. За її наслідками Іспанія відмовлялася від Сардинії, Сицилії та Неаполя, навзаєм син Філіпа V Карл отримав кандидатське право на Парму, П'янченцу та Тоскану. Відбувся обмін — Савоя отримала Сардинію, а Австрія — Сицилію.
Але суперечки між великими державами залишалися. 1 травня 1725 року у Відні укладено угоду між Іспанією та Священною Римською імперією. Імператор Карл VI визнав Філіпа V за короля Іспанії та підтвердив права його сина Карла на Парму й Тоскану, натомість австрійці отримали торговельні привілеї в Ост-Індії. Це змусило Англію вдатися до військових дій проти Іспанії, в підсумку 9 листопада 1729 року в Севільї між Англією та Іспанією укладено договір, згідно з яким союз з імператором було розірвано, а підтверджено минулі торговельні привілеї англійців та французів. Натомість англійський флот доставив інфанта Карла в його володіння — герцогство Пармське й Тосканське.
Незабаром при голові уряду Хосе Патіньо почалося зближення Іспанії та Франції. 7 листопада 1733 року укладено так званий перший сімейний пакт. Він повинен був забезпечити італійські володіння Іспанії.
У 1734 році Філіп V скористався з міжнародної ситуації (тривала війна за польську спадщину) й захопив Неаполь та Сицилію для свого сина Карла, герцога Пармського і Тосканського. Австрія це визначала у Віденському мирному договорі від 3 жовтня 1735 року. Натомість Філіп V та його син Карл відмовилися від Парми й Тоскани на користь австрійських Габсбургів.
Активність Іспанії змусила Англію у 1739 році розпочати проти неї війну, яка, втім скінчилася на користь Іспанії — зберігся статус-кво.
Іспанія узяла активну участь на боці Франції у війні за австрійський спадок (1740—1748 роки). Для цього 25 жовтня 1743 року було укладено другий сімейний пакт. Але Філіп V вже не дочекався закінчення цієї війни — 9 липня 1746 року він помер у Мадриді. Його поховано у церкві Святої Трійці в Ла Гранха де Сан-Ільдефонсо.

## Родина

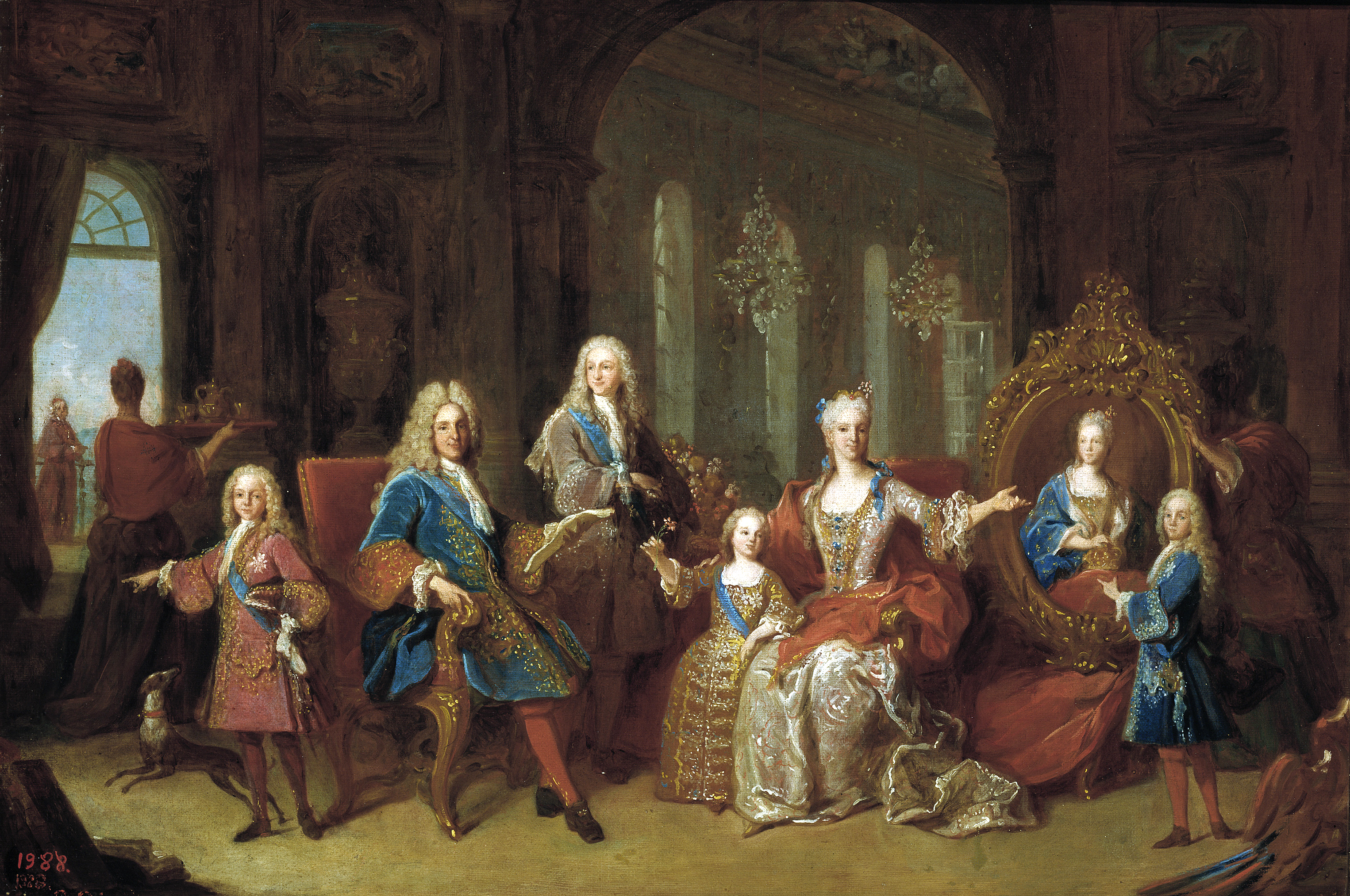
Філіп V з родиною

1 Дружина — Марія Луїза Савойська (1688—1714)
Діти:
- Людовик (1707—1724), король Іспанії
- Фернандо (1713—1759), король Іспанії
- Філіп Педро (1709)
- Філіп Педро Габріель (1712—1719)

2 Дружина — Єлизавета Фарнезе
Діти:
- Карл (1716—1788), король Іспанії
- Маріанна Вікторія (1718—1781) — дружина Жозе I, короля Португалії
- Філіп (1720—1765), герцог Пармський
- Марія Тереза (1726—1746) — дружина Людовика. дофіна Франції (сина Людовика XV)
- Людовик Антоніо (1727—1785) — кардинал та архієпископ Толедо
- Марія Антонія Фердинанда (1729—1785) — дружина Віктора Амадея III, короля Сардинії.